# De Giovanni (cognome)
De Giovanni è un cognome di lingua italiana.

## Varianti
Degiovanni, Di Giovanni, Digiovanni.

## Origine e diffusione
Cognome tipico dell'Italia peninsulare, è presente prevalentemente in Salento, nel cosentino, a Roma, Napoli, Bologna, Ravenna, Milano e Torino.
Potrebbe derivare dal prenome Giovanni, ad indicare che il capostipite era figlio di un certo Giovanni.
In Italia conta circa 772 presenze.
La variante Degiovanni è tipica piemontese; Digiovanni compare in barese e torinese; Di Giovanni è concentrato prevalentemente in Lazio, Abruzzo, Campania settentrionale e Sicilia.

## Persone
- Biagio De Giovanni (1931) – filosofo e politico italiano
- Candido De Giovanni (1896-1969) – calciatore italiano, di ruolo portiere
- Enzo De Giovanni (1928-2006) – allenatore di calcio ed ex calciatore italiano, di ruolo centrocampista
- Maurizio De Giovanni (1958) – scrittore, drammaturgo, giallista